# Данилюк Вадим Юрійович
Вади́м Ю́рійович Данилю́к — старший солдат Збройних сил України, 51-ша механізована бригада, учасник російсько-української війни.

## З життєпису
Станом на 30 серпня 2014 року не виходив на зв'язок. 21 вересня 2014-го був звільнений з полону російсько-терористичних сил зі ще 27 вояками.

## Нагороди
6 жовтня 2014 року — за особисту мужність і героїзм, виявлені у захисті державного суверенітету та територіальної цілісності України, вірність військовій присязі під час російсько-української війни, відзначений — нагороджений орденом «За мужність» III ступеня.